# Oryzias sarasinorum
El pececillo de Sarasin es la especie Oryzias sarasinorum, un pez de agua dulce de la familia adrianictíidos, endémico de ríos y lagos de Célebes Central (Indonesia). Su hábitat está deteriorado y se le considera amenazado de extinción.
No presenta interés comercial para la alimentación, aunque puede usarse en acuariología.

## Anatomía
Cuerpo alargado y pequeño, con una longitud máxima descrita de 8 cm.

## Hábitat y biología
Habitan las aguas dulces pelágicas tropicales, de temperatura entre 24 y 29 °C, de ph ligeramente alcalino entre 7,5 y 8,5.
Su reproducción es ovípara, siendo los huevos transportados entre las aletas pélvicas con cada huevo sujeto al cuerpo con 10 a 20 filamentos.